# Reed Activated Lubrication
Reed Activated Lubrication of kortweg RAL is een smeersysteem van de eerste Husqvarna viertaktmotoren (500 TC en 510 TE, 1984), die gebouwd waren op een tweetakt carter. De smeerolie wordt opgepompt door de nokkenasketting en wordt door de neergaande zuiger onder druk gezet. De olie ontsnapt via een membraan terug naar de distributiezijde.